# José Joaquín Rodríguez
José Joaquín Rodríguez Moreno (Cádiz, 1980) es un docente e historiador español especializado en la cultura de masas y la historieta. También ejerce como corrector de estilo para diversas editoriales españolas.

## Biografía
José Joaquín Rodríguez se licenció en Historia y obtuvo su doctorado en Artes y Humanidades en la Universidad de Cádiz. Su ámbito de investigación es la cultura de masas, principalmente la historieta española y estadounidense, temas sobre los que ha publicado en revistas de investigación científica tanto españolas como latinoamericanas, y en publicaciones divulgativas.
También ha coordinado diversos congresos dentro de la Universidad de Cádiz y publicado varios libros, entre los que destacan Los Cómics de la Segunda Guerra Mundial, La explosión Marvel: Historia de Marvel Comics en los 70 y King Kirby: Jack Kirby y el mundo del cómic. Estos trabajos de investigación los ha compatibilizado con su tarea como asesor histórico para diferentes instituciones públicas, destacando la labor realizada en la serie de cómics 12 del Doce, y la docencia,  principalmente como profesor de Educación Secundaria para la Consejería de Educación de la Junta de Andalucía y, entre 2014 y 2018, también para el "Northwest-Cádiz Program" de la University of Washington y el curso "Civilización, Literatura y Lenguas Españolas" de la Universidad de Cádiz.
Esta faceta como autor la compagina con la de corrector de estilo. Sus trabajos más conocidos han sido para Dolmen Editorial y Holocubierta Ediciones.

### Divulgación histórica
José Joaquín Rodríguez ha expresado en diversas ocasiones su interés en que el conocimiento histórico se transmita de manera amena y atractiva, sobre todo de cara a los jóvenes. Fruto de este interés ha trabajado en diversos proyectos centrados en la divulgación, como una novela gráfica que guionizó para Ediciones Mayi en 2008 donde presentaba una trayectoria histórica de la tradición de Halloween y su relación con Don Juan Tenorio, en la exposición La violencia de género en el mundo del cómic realizada con la Universidad de Cádiz en 2009 y en varios juegos de ambientación histórica que pretenden entretener y, al mismo tiempo, formar; el primero de estos juegos fue un Ajedrez inspirado en el sitio de Cádiz y la Constitución española de 1812, seguido por la aventura de rol Bajo el Sol Naciente ambientada en el Imperio del Japón durante los años previos a la guerra del Pacífico y el libro juego La gran aventura. Cádiz 1812, donde retomaba el tema del asedio a la ciudad de Cádiz y las primeras cortes constituyentes españolas.

## Premios
José Joaquín Rodríguez ha sido galardonado por sus trabajos de investigación con el II y III Premio Cemabasa sobre Historia de la Muerte en 2008 y 2010 respectivamente, y en 2013 su obra King Kirby: Jack Kirby y el mundo del cómic fue finalista de los XIII Premios de la Crítica en la categoría de "Mejor Obra Teórica".
En su faceta como corrector de estilo fue galardonado junto a la investigadora Paula Sepúlveda Navarrete con el primer premio AtrÉBT! (2016) de la Universidad de Cádiz por su idea "Con buena letra", una empresa dedicada a la corrección de estilo académica.
Fruto del importante enfoque de género que ha tenido su obra, fue premiado en el I Certamen de Ensayo de Género e Igualdad de Oportunidades en 2009 (en la modalidad de medios de comunicación) y también se le galardonó con el premio Clara Campoamor en 2018.

## Obra

### Cómics
- 2008 - Don Juan Tenorio y Halloween. (Dibujos a cargo de Jesús Méndez). Ediciones Mayi.

### Juegos
- 2009 - Ajedrez Histórico de 1812. (Juego de ajedrez junto a Juan José Domínguez Reyes). Oficina del Bicentenario 1810-1812 de la Diputación de Cádiz.
- 2011 - Bajo el Sol Naciente. (Aventura de rol para el juego Cthulhu D100). Three Fourteen Games.
- 2012 - La gran aventura. Cádiz 1812. (Libro juego junto a Juan José Domínguez Reyes). Servicio de Publicaciones de la Diputación de Cádiz. ISBN 978-84-92717-42-2

### Libros
- 2009 - Marginados, Disidentes y Olvidados en la Historia. (Coordinador junto a Santiago Moreno Tello). Servicio de Publicaciones de la Universidad de Cádiz. ISBN 978-84-9828-253-5
- 2010 - Los cómics de la Segunda Guerra Mundial. Servicio de Publicaciones de la Universidad de Cádiz. ISBN 978-84-7786-490-5
- 2011 - Los animales en la Historia y la Cultura. (Coordinador junto a Arturo Morgado García). Servicio de Publicaciones de la Universidad de Cádiz. ISBN 978-84-9828-351-8
- 2012 - La explosión Marvel: Historia de Marvel Comics en los 70. Dolmen Ediciones. ISBN 978-84-15201-76-2
- 2013 - King Kirby: Jack Kirby y el mundo del cómic. Dolmen Ediciones. ISBN 978-84-15296-76-8
- 2013 - El Mar en la Historia y la Cultura. (Coordinador junto a Alberto Gullón Abao y Arturo Morgado García). Servicio de Publicaciones de la Universidad de Cádiz. ISBN 978-84-9828-456-0
- 2018 - Inventando Hyrule. La historia detrás de la saga The Legend of Zelda (1986-2001). Dolmen Ediciones. ISBN 978-84-16961-67-2
- 2019 - Sueños en 8 bits. La historia de Famicom/NES (1983-2018). Dolmen Ediciones. ISBN 978-84-17389-74-1
- 2019 - Fabricantes de viñetas. Marvel comics y la industria de la historieta estadounidense del siglo XX. Servicio de Publicaciones de la Universidad de Cádiz. ISBN 978-84-9828-771-4
- 2020 - Frank Miller. Honor y Furia. Dolmen Ediciones. ISBN 978-84-18510-06-9
- 2021 - Aprende a escribir guiones (con Josep Busquet). Dolmen Ediciones. ISBN 978-84-18510-46-5

#### Colaboración en libros
- 2011 - Héroes y Villanos en la Historia. Centro del Profesorado de Jerez y Asociación Cultura Ubi Sunt. ISBN 978-84-614-9953-3
- 2015 - Monstruos y monstruosidades: Del imaginario fantástico medieval a los X-Men. Sans Soleil Ediciones. ISBN 978-84-944484-2-3
- 2017 - Superhéroes y vigilantes. Ideologías tras la máscara. Doble J. ISBN 978-84-96875-68-5